# Билінський (герб)
Билінський (Лебідь III) – шляхетський герб, різновид герба Лебідь.

## Опис герба
У червоному полі срібний крокуючий лебідь.
У клейноді без корони лебідь, як і в гербі, що тримає у дзьобі срібний меч із золотим руків'ям.

## Найбільш ранні згадки
Дарований Адаму Билінському з Литви, 18 листопада 1567.

## Власники
- Билінські.